# مائع كلاسيكي
الموائع الكلاسيكية هي أنظمة من الجزيئات التي تحتفظ بحجم معين، وتكون في درجات حرارة عالية بما فيه الكفاية (مقارنةً بطاقة فيرمي) بحيث يمكن إهمال التأثيرات الكمية. مجموعة من الكرات الصلبة، التي تتفاعل فقط من خلال الاصطدامات الصلبة (على سبيل المثال: كرات البلياردو أو الرخام) تعتبرسائل كلاسيكي نموذجي. يوصف نظام مثل هذا بشكل جيد بواسطة معادلة بيركوس-ييفيك. السوائل الشائعة، مثل الهواء السائل والبنزين وما إلى ذلك، هي في الأساس مخاليط من السوائل الكلاسيكية. الإلكتروليتات والأملاح المنصهرة والأملاح الذائبة في الماء هي سوائل مشحونة كلاسيكية. يخضع السائل الكلاسيكي عند تبريده لعملية انتقال متجمدة وعند تسخينه يخضع لانتقال تبخر ويصبح غازًا كلاسيكيًا يخضع لإحصائيات بولتزمان.
يُعرف نظام الجسيمات الكلاسيكية المشحونة التي تتحرك في خلفية تحييد إيجابية موحدة بالبلازما أحادية المكون (OCP). هذا موصوف جيدًا بواسطة معادلة السلسلة شديدة الشباك (انظر CHNC). تعد طريقة الديناميكا الجزيئية طريقة دقيقة للغاية لتحديد خصائص السوائل الكلاسيكية. لا يعتبرغاز الإلكترون المحصور في معدن ما مائعًا تقليديًا، في حين يمكن أن تتصرف بلازما الإلكترونات ذات درجة الحرارة العالية جدًا كسائل تقليدي. يمكن دراسة أنظمة فيرمي غير التقليدية، أي السوائل الكمومية، باستخدام طرق مونت كارلو الكمومية، وطرق صيغة تكامل المسار لفينمان، وبشكل تقريبي عبر طرق معادلة CHNC المتكاملة.